# 7250 Кіносіта
7250 Кіносіта (7250 Kinoshita) — астероїд головного поясу, відкритий 23 вересня 1992 року.
Тіссеранів параметр щодо Юпітера — 3,367.